# Cosroe Dusi
Cosroe Dusi (né à Venise le 28 juillet 1808  et mort à Marostica le 9 octobre 1859) est un peintre italien de style néoclassique, actif pendant de nombreuses années à Saint-Pétersbourg en Russie, peignant principalement des sujets sacrés et historiques. Dusi a été surnommé par ses contemporains « Le Tintoret moderne », pour sa vivacité d'invention et sa rapidité d’exécution. 

## Biographie
Cosroe Dusi est né à Venise en 1808 . Il s'inscrit en 1820 à l'Académie des beaux-arts de Venise, où son mentor est le peintre Teodoro Matteini. À l'Académie, Dusi a étudié aux côtés de Michelangelo Grigoletti . 
Après avoir obtenu son diplôme en 1827, l'Académie lui attribue une chambre près de l'école et y expose la grande toile historique, La Mort d'Alcibiades  suivie de Paolo et Francesca da Rimini, exposée en 1831 à  Académie des beaux-arts de Brera. En 1829, lors de l'exposition annuelle de l'Académie, il expose La Nymphe Salmacis séduit l'innocent Hermaphrodite, une Vierge et  à l 'Enfant avec saint Jean, et deux petites peintures représentant des scènes d'écrits de Gasparo Gozzi. En 1830, il épouse Antonietta Ferrari, fille et sœur respectivement des sculpteurs Bartolomeo et Luigi Ferrari qui avait également étudié à l'Académie avec Dusi. 
À Venise, Dusi  collabore à la production d'illustrations pour des livres et des séries lithographiques. Pour le journal d' Il Gondoliere, il  fait un portrait lithographique de Leopoldo Cicognara,  utilisé dans la nécrologie de Cicognara en 1834,  basé sur une peinture à l'huile antérieure de Ludovico Lipparini. Dusi, avec Grigoletti et Michele Fanoli,  termine une série de lithographies illustrant divers métiers des Vénitiens, publiée par Galvani. Les sujets sont principalement des figures de genre (poissonniers, ramoneurs, etc.) ou des portraits (chanteurs,  acteurs et des danseurs). Le Museo Correr de Venise possède des gravures et lithographies de Drusi.  
En 1831, il est chargé de peindre le retable principal représentant les Saints Pierre et Paul et un autre retable de la Vierge du Rosaire et Saint Dominique pour l'église paroissiale du même nom à Sesto au Tyrol. Il a peint Saint Luc peignant la Vierge (autel latéral droit, 1833) et l' Assomption de Marie (1834, retable principal) du sanctuaire Santa Assunta de Maria Luggau en Carinthie occidentale. Il a également peint des fresques comme la Résurrection des Morts pour la chapelle du cimetière de Cortina d'Ampezzo.  Parmi ses autres peintures religieuses figurent  Adoption de l'Habit par sainte Gertrude (1835)  pour le maître-autel de l'église paroissiale de Selva dei Molini  en 1836 il réalise un retable représentant  Santa Maria Assunta (1836) pour l'autel latéral d'une église de paroisse près de Brunico ; une Cucifixion pour l'église paroissiale Saint-Michel de Bressanone ; et une Gloire de sainte Catherine pour le maître-autel de l'église paroissiale de Curon Venosta et un Transit de St Joseph (1839) pour l'église de San Luca Evangelista à Padoue. 
Pour l'église paroissiale saint Martin à Valle di Casies, il peint le retable représentant la Communion de St Martin, évêque de Tours . Pour l'église de Santa Maria Assunta de Campo Tures, il peint Sainte Famille avec le jeune saint Jean-Baptiste (1839). 
Dusi est chargé de terminer le retable principal de la collégiale de Santa Maria Maggiore de la principale ville de l'île dalmate de  Cres ( Croatie). En 1834, il peint un retable de Saints Filomena, Lucie et Agathe (1834) pour l'église vénitienne de San Martino . 

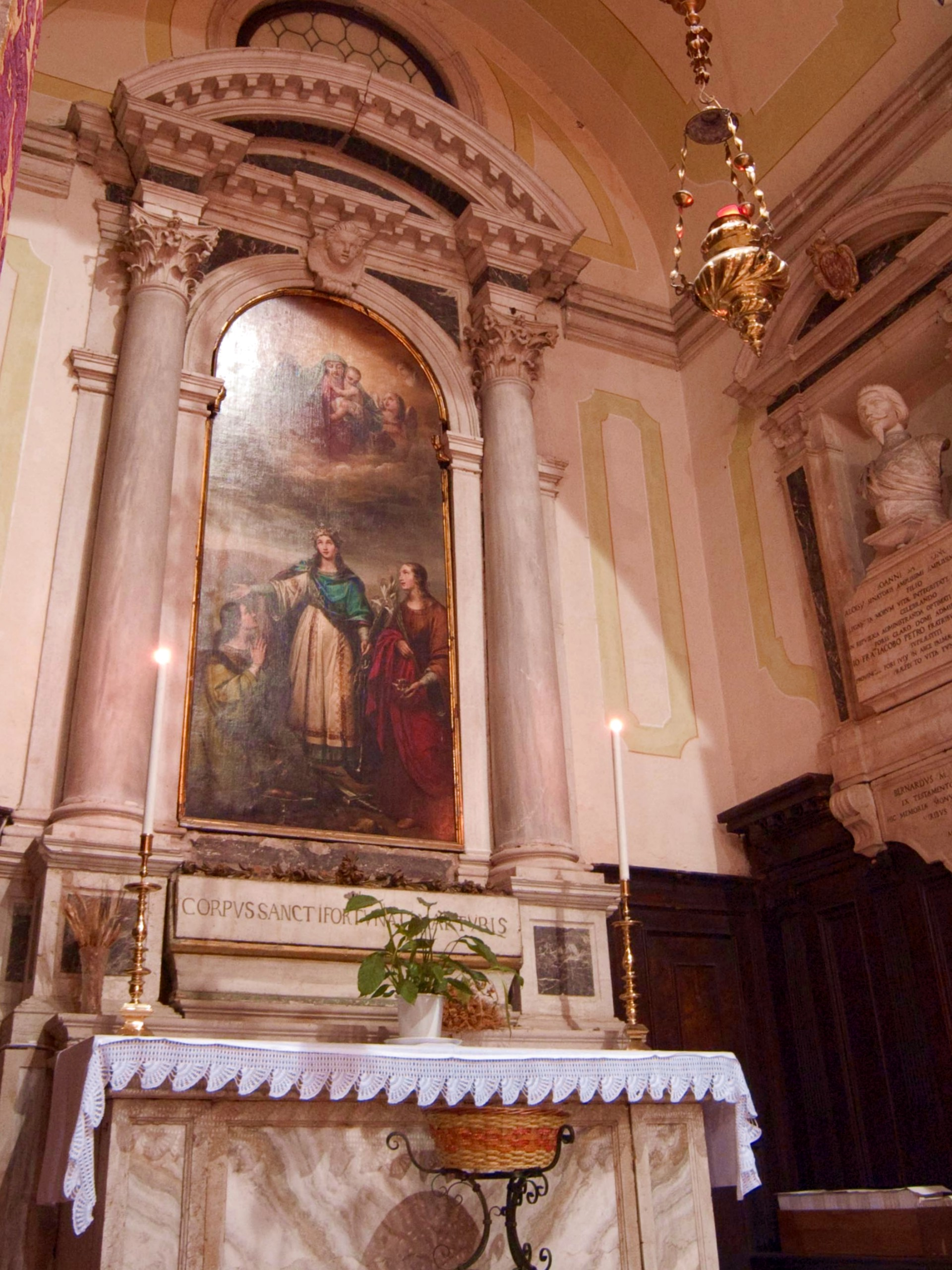
Saints Filomena, Lucie et Agathe Peinture de Cosroe Dusi, Église San Martino

Après l'incendie de La Fenice Dusi est chargé en 1837-1838 de peindre le sipario (rideau principal) pour le théâtre nouvellement reconstruit. Le sujet du rideau est l' Apothéose du Phénix, cependant, en 1854, ce rideau est remplacé par une scène plus patriotique et nationaliste. Dusi a également peint des écrans pour le Teatro San Samuele de Venise et le théâtre Nobile d'Udine. Le sujet de ce dernier est Michel-Ange présentant le jeune Giovanni da Udine au duc Gonzague . 
En 1838, Dusi conçoit et Francesco Locatelli execute des gravures célébrant la visite de l'empereur Ferdinand I d'Autriche. Les sujets sont la Célébration de l'achèvement du Barrage de Malamocco et l' entrée de l'Empereur à Chioggia .  
Pour une exposition tenue à l'Académie vénitienne pour célébrer la visite, Drusi  présente sept œuvres: Roméo et Juliette ; la Communion de saint Martin de Tours; Alcibiade chez les Hétérae ;  les Prières de son Épouse convainquent Henri IV d'absoudre les Prisonniers de Calais ; un Paysage et des Portraits de Famille. 

## Travail en Russie
Dusi a brièvement vécu à Munich, en Bavière, où il a principalement peint des portraits, mais vers 1840, le grand-duc Nicolas de Russie, après avoir visité son atelier vénitien,  invite Dusi à Saint-Pétersbourg. En Russie, il peint des portraits du Grand-Duc et des membres de la famille impériale et de la cour, dont le général Suhozanet (1842), Kavos (1849), de Feodosiya Tarassova Gromova. Son la  Reine Marie d'Ecosse conduite à l’Échafaud lui  vaut sa nomination à l'Académie des Beaux-Arts de Saint-Pétersbourg en 1842, une autre peinture Alcibiade parmi les Heterae, fait de lui un académicien (1843), et enfin, sa Déposition, lui permet d'obtenir un poste de professeur (1851). En Russie, il peint également des natures mortes et des paysages, participe à la décoration  du plafond en bois de la galerie de peinture ancienne du musée de l'Hermitage d'après des dessins de Georg Hiltensperger.  Dusi peint aussi de nombreuses icônes pour la cathédrale Saint-Isaac de Saint-Pétersbourg, remplacées ensuite par des copies en mosaïque, représentant: le Sauveur et Marie, Mère de Dieu, pour le côté droit de l'iconostase de l'autel, une Dernière Cène, une Déposition, Sainte Anastasie et Sainte Catherine d'Alexandrie (1844-1855).  
Dusi décore le plafond du théâtre Marinsky et deux rideaux, tous deux perdus, l'un pour le théâtre du Bolchoï à Moscou, représentant l' Entrée solennelle du prince Požorskij à Moscou, et l'autre, probablement pour le théâtre Alexandrine de Saint-Pétersbourg en 1858. Le tsar lui décerne l'Ordre de Sainte-Anne de troisième classe et l'Ordre de Saint-Stanislas de troisième classe.

## Retour à Venise
En 1831, Dusi est nommé associé honoraire de l'Académie vénitienne  .  Il revient à Venise définitivement en 1856, et postule sans succès à un poste de professeur à l'Académie au profit du peintre autrichien Karl von Blaas.  Sa dernière œuvre connue est une Veillée chez Tintoret, exposée à Venise en 1857. Il peint deux retables: Saint Antoine de Padoue et une Déposition (1851) pour l'église vénitienne de San Giovanni in Bragora. 
Cosroe Dusi est mort le 9 octobre 1859 à Marostica, près de Vicence . 